# رویدادنامه مارونی
رویدادنامه مارونی یک سند مُقَطع به زبان سریانی است که توسط مسیحیان مارونی سوری در میانه‌ی صده‌ی هفتم نوشته شده‌است. نویسندگان این رویدادنامه یک سند معتبر باستان‌شناسی از ثبات در دهه نخست حکومت معاویه بر شام میان سال‌های ۶۵۸ تا ۶۶۵ ارائه می‌دهند.
رویدادنامه مارونی گاه‌شماری سنتی تاریخ اسلام از قبیل سنت‌های اسلامی مانند حج را رد می‌کند.